# Medina quinteri
Medina quinteri là một loài ruồi trong họ Tachinidae.